# Moreton Say
Moreton Say est une paroisse civile et un village du Shropshire, en Angleterre.